# イントゥ・ザ・グレイト・ワイド・オープン
『イントゥ・ザ・グレイト・ワイド・オープン』（Into the Great Wide Open）は、トム・ペティ&ザ・ハートブレイカーズが1991年に発表した8作目のスタジオ・アルバム。

## 背景
トム・ペティのソロ・アルバム『フル・ムーン・フィーヴァー』（1989年）を挟んで発表され、同アルバムに引き続きジェフ・リン、ペティ、マイク・キャンベルの3人が共同でプロデュースした。
トム・ペティ&ザ・ハートブレイカーズのうちハウィー・エプスタインを除く4人は、ロジャー・マッギンのアルバム『バック・フロム・リオ』（1991年）のレコーディングに参加しており、マッギンは本作の「オール・ザ・ロング・リーズン」にコーラスで参加した。また、ジェフ・リンと共にエレクトリック・ライト・オーケストラで活動してきたリチャード・タンディもレコーディングに参加。
ミュージックビデオにはジョニー・デップが出演している。

## 反響
バンドの母国アメリカでは本作がBillboard 200で13位に達し、1991年9月にはRIAAによってゴールドディスクに認定されて、その後も売り上げを伸ばして、2000年10月にはダブル・プラチナに認定された。本作からのシングル「ラーニング・トゥ・フライ」は全米28位、「イントゥ・ザ・グレート・ワイド・オープン」は全米92位に達した。
全英アルバムチャートでは、バンドにとって初のトップ3入りを果たして18週チャート・インした。

## 収録曲
特記なき楽曲はトム・ペティとジェフ・リンの共作。
1. ラーニング・トゥ・フライ "Learning to Fly" – 4:03
2. キングス・ハイウェイ "Kings Highway" (Tom Petty) – 3:07
3. イントゥ・ザ・グレイト・ワイド・オープン "Into the Great Wide Open" – 3:43
4. トゥー・ガンスリンガース "Two Gunslingers" (T. Petty) – 3:09
5. ザ・ダーク・オブ・ザ・サン "The Dark of the Sun" – 3:23
6. オール・オア・ナッシン "All or Nothin'" (T. Petty, Mike Campbell, Jeff Lynne) – 4:05
7. オール・ザ・ロング・リーズンズ "All the Wrong Reasons" – 3:45
8. トゥー・グッド・トゥ・ビー・トゥルー "Too Good to Be True" (T. Petty) – 3:59
9. アウト・イン・ザ・コールド "Out in the Cold" – 3:41
10. ユー・アンド・アイ・ウィル・ミート・アゲイン "You and I Will Meet Again" (T. Petty) – 3:41
11. メイキン・サム・ノイズ "Makin' Some Noise" (T. Petty, M. Campbell, J. Lynne) – 3:26
12. ビルト・トゥ・ラスト "Built to Last" – 4:00

## 他メディアでの使用例
「ラーニング・トゥ・フライ」は、アメリカ映画『エリザベスタウン』（2005年）のサウンドトラックにおいて、トム・ペティ&ザ・ハートブレイカーズの「イットゥル・オール・ワーク・アウト」やペティがソロ名義で発表した「ジャック」と共に使用された。

## 参加ミュージシャン
- トム・ペティ - ボーカル、リズムギター、パーカッション
- マイク・キャンベル - リードギター、キーボード、バリトン・ギター、ベース、ブズーキ、マンドリン、ダルシマー
- ベンモント・テンチ - ピアノ、エレクトリックピアノ、アコーディオン
- ハウィー・エプスタイン - ベース、バッキング・ボーカル
- スタン・リンチ - ドラムス、パーカッション、シャンパン・バケット

アディショナル・ミュージシャン
- ジェフ・リン - ギター、キーボード、ベース、バッキング・ボーカル
- ロジャー・マッギン - コーラス(#7)
- リチャード・タンディ - OBX